# Can Dispanya
Can Dispanya és una masia del municipi de Cervelló (Baix Llobregat) inclosa en l'Inventari del Patrimoni Arquitectònic de Catalunya.

## Descripció
És un conjunt de dues masies i una construcció externa, situada prop de l'antic monestir de Sant Ponç. La planta és irregular i també les cobertes que presenten diferents vessants i nivells. L'orientació de les façanes és sud-oest, amb una finestra que mira a ponent on hi ha esgrafiada la data 1794. Al clos té una era molt gran amb rajoles ditejades de bòbila. Serveix per als aplecs de Sant Ponç per fer-hi la ballada de sardanes. El cobert, a la zona de ponent, té uns arcs de rajol.

## Història
El seu origen es remunta al segle xvi i fins a mitjan segle xvii va pertànyer a la família Rigol. Aleshores passà per matrimoni a la nissaga dels Romegosa. El nom de Dispanya sembla que li ve del sobrenom amb què era conegut Jaume Romegosa a finals del segle xviii. En aquesta masia, a finals del segle xviii, hi havia emplaçada una fàbrica de vidre català.
Les masies i el terreny del mas pertanyien a la casa comtal dels Güell a partir de 1968. Anteriorment pertanyia als marquesos de Castelldosrius, que la cediren com a dot per entroncaments matrimonials amb els vescomtes de Güell. Aquests van vendre la casa i part dels terrenys a Josep Guim i Almirall, el qual ha aportat a la casa el corrent elèctric i abastiment d'aigua (1979).
Durant molts anys foren masovers els Castellví, avui industrials de Corbera de Llobregat, i més tard Isidre Roig fins a la seva mort, quan la família es va traslladar a Vallirana, quedant la casa abandonada durant molts anys fins que fou adquirida per J. Guim.